# Trinkspiel

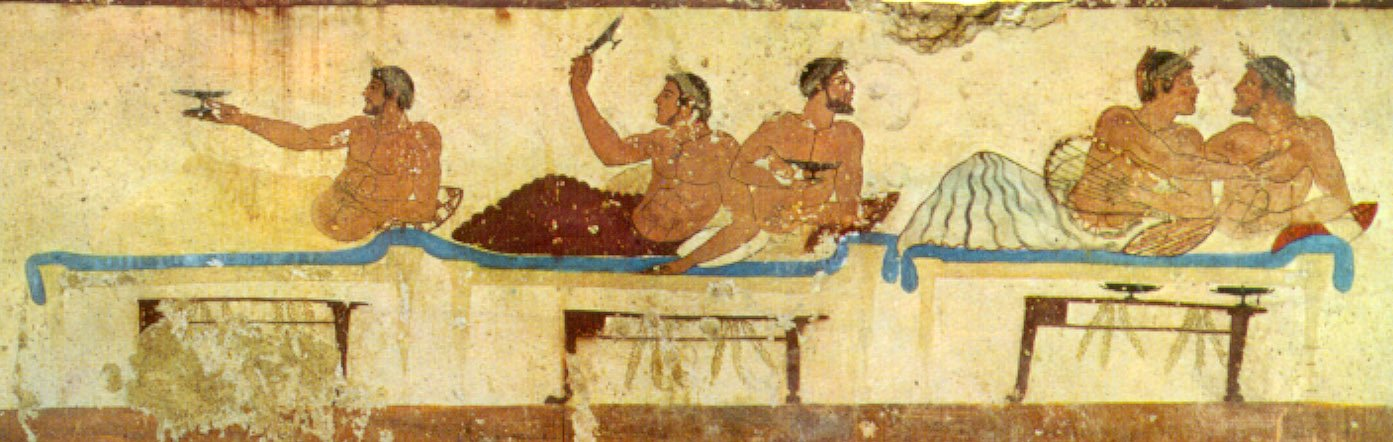
Griechen beim Kottabos, einem Trinkspiel, bei dem es auf Geschicklichkeit ankommt

Ein Trinkspiel ist ein spielerischer Bestandteil der Trinkkultur, bei dem durch Spielregeln festgelegt ist, dass zu bestimmten Zeitpunkten bestimmte Mengen an alkoholischen Getränken durch bestimmte Mitspieler zu trinken sind. Bei manchen Trinkspielen wird auch geregelt, wer diese Getränke bestellen oder bezahlen muss (beim Spiel in einer Gaststätte).
Trinkspiele können gefährlich sein, weil der Gruppenzwang durch das Spiel die Teilnehmer dazu animiert, Alkohol in großen Mengen zu trinken. Trotzdem – oder gerade aus diesem Grunde – sind Trinkspiele besonders bei Jugendlichen sehr beliebt.

## Geschichte
Das älteste belegbare Trinkspiel ist das bereits im antiken Griechenland bekannte Kottabos, bei dem durch Geschicklichkeit, die mit zunehmendem Weingenuss nachließ, mit einem gezielten Schwung aus dem Becher Gegenstände getroffen werden mussten.
Seit der Renaissance waren Trinkschiffe beliebte Tafelaufsätze. Später wurden diese Miniatur-Schiffskörper mit Rädern ausgestattet, wodurch ein Trinkspiel entstand: Gefüllt mit Wein erhielt das Trinkschiff einen kräftigen Stoß und rollte über die Tafel  – derjenige, bei dem es zum Stehen kam, musste es mittels eines integrierten Röhrchens austrinken.

## Spielarten

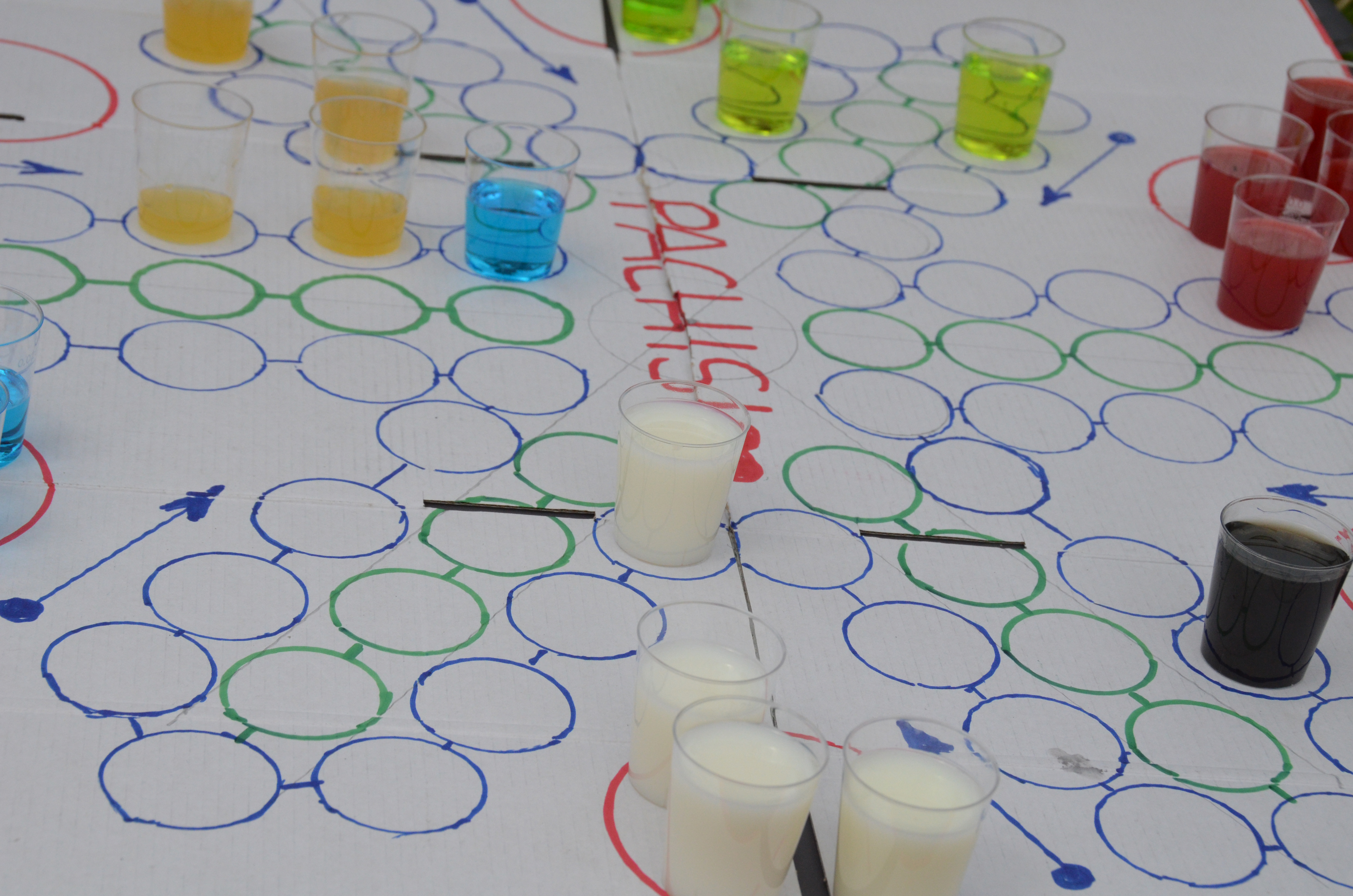
Pachisi als Trinkspiel

Für die meisten Trinkspiele existieren lokal und/oder in verschiedenen Bevölkerungsgruppen verschiedene Namen und leicht voneinander abweichende Regeln, wobei Sinn und Ablauf der Spiele in der Regel ähnlich bleiben. Generell sind die meisten Spiele einfach und schnell zu erlernen.
Das Spiel „Beer Pong“ ist in Deutschland weit verbreitet. Inzwischen gibt es „Beer Pong“-Vereine sowie spezielle Meisterschaften in Deutschland.

### Zufallsbestimmte Trinkspiele
Der Kandidat, der die nächste Runde bezahlen bzw. den nächsten Schnaps trinken muss, wird durch Zufall bestimmt. Hierzu können Würfel, Lose, Spielkarten oder die unter den kleinen Schnapsflaschen angebrachten Zahlen dienen. Wer am meisten zahlen muss – oder als erster nicht mehr weiter trinken kann – verliert das Spiel.

### Rituale
Ein Kandidat – meist ein Neuling in einer Gruppe – muss ein bestimmtes Ritual ausführen. Dies besteht oft im Aufsagen eines Spruchs, der durch besondere Gesten begleitet wird. Bei einem Fehler muss er zur Strafe einen Schnaps trinken und von vorne beginnen. Erschwerend kann hinzukommen, dass sich der Kandidat den exakten Gang des Rituals durch genaues Beobachten erschließen muss. Macht er einen Fehler, wird er gestoppt. Das Ritual wird ihm erneut vorgeführt, jedoch ohne auf seinen Fehler hinzuweisen.

### Geschicklichkeitsspiele
Ziel ist, eine bestimmte Geschicklichkeitsaufgabe zu erfüllen. Dabei darf jeder Mitspieler reihum sein Glück versuchen. Diese Aufgabe kann beispielsweise darin bestehen, mit einer Münze in ein einige Meter entferntes Glas zu treffen oder eine Schachtel Zigaretten so zu werfen, dass diese in einer bestimmten Position liegen bleibt. Der nächste in der Reihe folgende Spieler muss die Punktzahl des vorhergegangenen Spielers übertreffen. Wenn er dies nicht schafft, muss er trinken. Wer das Ziel erreicht, darf den nächsten Kandidaten bestimmen, der einen Schnaps trinken muss. Eine andere Variante bestimmt, dass jeder trinken muss, der dieses Ziel verfehlt. Ein bekanntes Spiel dieser Kategorie ist Beer Pong.

### Sportspiele
Hier wird das Trinken von Alkohol im Rahmen einer sportlichen Tätigkeit praktiziert. Das bekannteste Spiel dieser Art im deutschsprachigen Raum ist der Kastenlauf, bei dem ein Zweier-Team einen Kasten Bier über eine Strecke von mehreren Kilometern trägt und alle Flaschen vor dem Erreichen der Ziellinie auszutrinken hat. Eine Variante in englischsprachigen Ländern ist die Biermeile (beer mile), bei der die Teilnehmer eine Meile laufen und vor jeder der vier Runden eine Dose Bier trinken müssen.

### Wahrheit / Pflicht Spiele
Bei diesen Spielen geht es darum, dass die Mitspieler eine bestimmte Aufgabe erfüllen oder eine – meist private oder intime – Frage beantworten müssen. Die bekanntesten Spielarten sind Wahrheit oder Pflicht oder „Ich habe noch nie…“. Getrunken wird entweder, wenn ein Mitspieler die gestellte Frage nicht beantworten oder die gestellte Aufgabe nicht erfüllen möchte. Bei Spielen ohne „Pflicht“-Aufgaben gibt es ebenfalls viele Variationen – zum Beispiel, dass jeder Spieler trinken muss, der die Aussage mit einem Ja/Nein beantworten würde.

### Beispiele

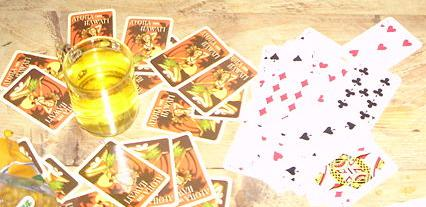
Circle of Death

- Mäxchen – Zufalls- und Geschicklichkeitsspiel
- Schocken – Zufalls- und Geschicklichkeitsspiel
- Looping Louie – Geschicklichkeitsspiel
- Beer Pong – Geschicklichkeitsspiel
- Edward Fortyhands – Geschicklichkeitsspiel
- Kastenlauf – Sportspiel
- Flunkyball – Sportspiel
- Wahrheit oder Pflicht – Wahrheitsspiel
- Circle of Death – Kartenspiel

### Ergänzungen
Im Englischen versteht man unter Drinking games im weiteren Sinne jene Kategorie von Spielen, bei denen nicht ein einzelner Gewinner, sondern ein einzelner Verlierer festgestellt wird, der dann eben den Mitspielern die nächste Runde Getränke zahlen muss. Viele Kinderspiele, wie etwa Schwarzer Peter, dürften ihren Ursprung in solchen einfachen Glücksspielen haben.